# Kanton Meslay-du-Maine
Meslay-du-Maine is een kanton van het Franse departement Mayenne. Het kanton maakt deel uit van de arrondissementen Château-Gontier (23) en Mayenne (10).

## Gemeenten
Het kanton Meslay-du-Maine omvatte tot en met 2014 de volgende 14 gemeenten:
- Arquenay
- Bannes
- La Bazouge-de-Chemeré
- Bazougers
- Le Bignon-du-Maine
- Chémeré-le-Roi
- Cossé-en-Champagne
- La Cropte
- Épineux-le-Seguin
- Maisoncelles-du-Maine
- Meslay-du-Maine (hoofdplaats)
- Saint-Denis-du-Maine
- Saint-Georges-le-Fléchard
- Saulges

Door de herindeling van de kantons bij decreet van 21 februari 2014, met uitwerking op 22 maart 2015, omvat het de volgende 33 gemeenten, daarbij dient rekening gehouden met de samenvoeging vanaf 1.1.2016 van de gemeenten Sainte-Suzanne en Chammes tot de fusiegemeente (commune nouvelle) Sainte-Suzanne-et-Chammes en vanaf 1.1.2017 van de gemeenten Ballée en Epineux-le-Seguin tot de fusiegemeente (commune nouvelle) Val-du-Maine:
- Arquenay
- Bannes
- La Bazouge-de-Chemeré
- Bazougers
- Beaumont-Pied-de-Bœuf
- Le Bignon-du-Maine
- Blandouet
- Bouère
- Bouessay
- Le Buret
- La Chapelle-Rainsouin
- Chémeré-le-Roi
- Cossé-en-Champagne
- La Cropte
- Gesnes
- Grez-en-Bouère
- Maisoncelles-du-Maine
- Meslay-du-Maine
- Préaux
- Ruillé-Froid-Fonds
- Saint-Brice
- Saint-Charles-la-Forêt
- Saint-Denis-du-Maine
- Saint-Georges-le-Fléchard
- Saint-Léger
- Saint-Loup-du-Dorat
- Saint-Pierre-sur-Erve
- Sainte-Suzanne-et-Chammes
- Saulges
- Thorigné-en-Charnie
- Torcé-Viviers-en-Charnie
- Vaiges
- Val-du-Maine
- Villiers-Charlemagne